# Chiesa dei Santi Giorgio e Martiri inglesi
La chiesa dei Santi Giorgio e Martiri inglesi è una chiesa di Roma, nel rione Campo Marzio, in via di San Sebastianello.
Essa ha un ingresso semplicissimo e fu aperta al pubblico il 5 novembre 1887. Fu edificata grazie ad una cospicua donazione del principe Alessandro Torlonia, ed oggi è officiata da una congregazione religiosa femminile inglese, le Povere Ancelle della Madre di Dio, che abitano l'annesso convento. Fu eretta in memoria di Lady Giorgina Fullerton, fondatrice della congregazione, dal marito, che volle così ricordare la prematura scomparsa della moglie e del giovane figlio Giglielmo.
All'altare maggiore una tela raffigurante san Gregorio Magno di A. Dies. Il ricco altare fu donato dal principe Torlonia ed appartenne alla distrutta chiesa di Santa Teresa alle Quattro Fontane. I due altari della Madonna e del sacro Cuore furono regalati dal Fullerton, e vengono da un'altra chiesa distrutta, quella di sant'Elisabetta dei Fornari. Le decorazioni murali sono di Eugenio Cisterna.